# 細野哲雄
細野 哲雄（ほその てつお、1913年〈大正2年〉9月18日 - 1995年〈平成7年〉5月6日）は、日本の国文学者。信州大学名誉教授。

## 略歴
新潟県北蒲原郡乙村大字荒井浜（現 胎内市荒井浜）出身。
1931年（昭和6年）3月に新潟中学校を卒業、1937年（昭和12年）3月に山形高等学校を卒業、4月に東京帝国大学文学部国史学科に入学、1938年（昭和13年）4月に東京帝国大学文学部国文学科に入学、1941年（昭和16年）3月に卒業。
1942年（昭和17年）1月に長野県師範学校教諭に就任、1943年（昭和18年）4月に長野師範学校助教授に就任、1950年（昭和25年）4月に信州大学助教授に就任、1967年（昭和42年）8月に信州大学教育学部教授に就任。
1979年（昭和54年）4月に信州大学を定年退官、信州大学名誉教授の称号を受称、清泉女学院短期大学教授に就任。
1995年（平成7年）5月6日午後2時30分に長野県長野市箱清水の自宅で脳腫瘍のため死去、81歳没。

## 業績
『方丈記』と老荘思想の関係を初めて論じた。

## 栄典
- 1986年（昭和61年）11月3日 - 勲三等旭日中綬章[8]

## 家族・親戚
- 細野亀平 - 父、醤油醸造業[9]。
- 市島成一 - 義兄（姉の夫）[10]、金市市島家5代目当主、財団法人 継志会 初代理事長、弁護士、検事、元東京高等検察庁検事長、元名古屋高等検察庁検事長、元福岡高等検察庁検事長、元最高検察庁刑事部長。
- 稲葉修 - 義従兄（義兄の伯父〈市島成一の母の兄〉の九男）[11]、弁護士、政治家、元衆議院議員、第34代法務大臣、第94代文部大臣。
- 会津八一 - 義再従兄[12][注 2]、歌人、書家、美術史家、早稲田大学名誉教授、新潟市名誉市民。
- 市島春城 - 義四従甥[12]、角市市島家6代目当主、著述家、元読売新聞社主筆。

## 著作物

### 著書
- 『中世文学の研究 現代文学との関連を中心として』木藤才蔵・塚本康彦・奥田勲・安田章生・桐原徳重・福田秀一・三木紀人・栃木孝惟・手崎政男・小林智昭・池田重[共著]、東京大学中世文学研究会[編]、明治書院、1968年。
- 『鴨長明伝の周辺・方丈記』笠間書院〈笠間叢書 93〉、1978年。

### 校註書
- 『方丈記』高木市之助・久松潜一・山岸徳平・小島吉雄[監修]、朝日新聞社〈日本古典全書〉、1970年。
  - 『方丈記』新装版、高木市之助・久松潜一・山岸徳平・小島吉雄[監修]、朝日新聞社〈日本古典選〉、1977年。

### 論文
- CiNii収録論文 - CiNii